# Arco Clementino (Jesi)
L'Arco Clementino è un arco trionfale settecentesco che si erge alla fine di Corso Matteotti a Jesi, nelle Marche.

## Storia e descrizione
L'arco trionfale venne eretto in stile tardo barocco nel 1734, su progetto dell'architetto locale Domenico Luigi Valeri,in onore di papa Clemente XII degli Orsini.
Fu un gesto di omaggio verso il pontefice che si era reso benemerito per l'abolizione del dazio sul grano e la sistemazione della strada che collega Nocera Umbra con l'Adriatico e che venne chiamata, da allora, Strada Clementina (l'attuale Statale 76).
L'arco costituisce il punto focale del lungo asse prospettico e fortemente scenografico del Corso settecentesco intitolato a Giacomo Matteotti.